# Siriella aequiremis
Siriella aequiremis is een aasgarnalensoort uit de familie van de Mysidae. De wetenschappelijke naam van de soort is voor het eerst geldig gepubliceerd in 1910 door Hansen.